# Flemming Christensen
Flemming Christensen (Copenhage, 10 de abril de 1958) é um ex-futebolista profissional dinamarquês, que atuava como atacante.

## Carreira
Flemming Christensen fez parte do elenco da Seleção Dinamarquesa de Futebol da Copa do Mundo de 1986 